# Tim (Canto di Natale)
Tiny Tim, il cui nome per esteso è Timothy Cratchit, chiamato talvolta il piccolo Tim o Timmy, è un personaggio immaginario del racconto di Charles Dickens Canto di Natale.

## Il personaggio
È un personaggio minore, ed è il più piccolo dei figli dell'impiegato Bob Cratchit, ma ciò nonostante svolge un importante ruolo nella redenzione di Ebenezer Scrooge, che rimane molto colpito dalla figura di questo povero bambino, storpio e malato.
Quando Scrooge viene condotto in giro dallo Spirito del Natale Presente, si mostra quanto il bambino sia malato ed il dolore della famiglia nel non poter curare il piccolo, a causa del misero stipendio dato da Scrooge al capofamiglia. Tiny Tim, nonostante la malattia, è sempre molto felice, umile e pio.
Nel viaggio con lo Spirito dei Natali Futuri, Scrooge vede chiaramente la tomba del piccolo Tim morto perché non avevano soldi, e Bob Cratchit ricorda alla famiglia l'esemplare vita cristiana del bambino.
Alla fine, si scopre che Tim riesce a guarire dalla sua malattia e che Scrooge (grazie al quale Tim è guarito, in quanto ha aumentato il salario al padre Bob con la promessa di aiutarlo, permettendogli di comprare le medicine necessarie) diventerà quasi un secondo padre per lui (mentre se Scrooge non fosse cambiato caratterialmente, nel giro di un anno Timmy sarebbe deceduto).
È molto celebre la frase di Tiny Tim “Dio ci benedica tutti quanti!”, con cui Dickens termina il romanzo.

## La malattia
Dickens non dice quale fosse la malattia del piccolo Tim. Tuttavia si intuisce che fosse storpio, rachitico e soffrisse di acidosi tubulare renale.

## Origini del personaggio
Si ritiene che il personaggio di Tiny Tim sia stato ispirato a Dickens dal figlio invalido di un suo amico di Ardwick.

## Interpreti (cinema e televisione)
| Anno | Tiny Tim                                        | Film                                                                                                  |
| ---- | ----------------------------------------------- | --- |
| 1916 | Frankie Lee                                     | The Right to Be Happy, film muto (USA), regia di Rupert Julian                                        |
| 1935 | Phillip Frost                                   | Scrooge, film (UK), regia di Henry Edwards                                                            |
| 1938 | Terry Kilburn                                   | A Christmas Carol, film (USA), regia di Edwin L. Marin                                                |
| 1949 | Robert Hyatt                                    | The Christmas Carol, cortometraggio TV (USA), regia di Arthur Pierson                                 |
| 1951 | Glyn Dearman                                    | Lo schiavo dell'oro (Scrooge), film (UK), regia di Brian Desmond Hurst                                |
| 1952 | Ken Walken                                      | A Christmas Carol, episodio TV della serie Kraft Theatre                                              |
| 1954 | Christopher Cook                                | A Christmas Carol, episodio TV della serie Shower of Stars, regia di Ralph Levy                       |
| 1957 | Dennis Holmes                                   | The Trail to Christmas, episodio TV della serie General Electric Theater, regia di James Stewart      |
| 1959 | Mark Milleham                                   | A Christmas Carol, episodio TV della serie Fredric March Presents, regia di Neil McGuire              |
| 1964 | Neil Culleton                                   | Mr. Scrooge, film TV (Canada), regia di Bob Jarvis                                                    |
| 1970 | Richard Beaumont                                | La più bella storia di Dickens (Scrooge), film (UK), regia di Ronald Neame                            |
| 1971 | Alexander Williams (voce)                       | A Christmas Carol, cortometraggio d'animazione TV (USA), regia di Richard Williams                    |
| 1977 | Timothy Chasin                                  | A Christmas Carol, film TV (UK), regia di Moira Armstrong                                             |
| 1978 | Rich Little (imitando la voce di Truman Capote) | A Christmas Carol, film TV (Canada), regia di Trevor Evans                                            |
| 1978 | Bobby Rolofson (voce)                           | The Stingiest Man in Town, film TV d'animazione (USA), regia di Jules Bass e Arthur Rankin Jr.        |
| 1983 | Dick Billingsly (voice)                         | Canto di Natale di Topolino, cortometraggio d'animazione (USA), regia di Burny Mattinson              |
| 1984 | Anthony Walters                                 | A Christmas Carol, film TV (UK-USA), regia di Clive Donner                                            |
| 1992 | Jerry Nelson (voce)                             | Festa in casa Muppet, film a pupazzi (USA), regia di Brian Henson                                     |
| 1994 | Martin Sheen (voce)                             | Bah, Humbug!: The Story of Charles Dickens' 'A Christmas Carol', film TV (USA), regia di Derek Bailey |
| 1997 | Jarrad Kritzstein (voce)                        | A Christmas Carol, video d'animazione (USA), regia di Stan Phillips                                   |
| 1998 | Joshua Silberg                                  | Ebenezer, film TV (Canada), regia di Ken Jubenvill                                                    |
| 1999 | Ben Tibber                                      | A Christmas Carol, film TV (USA), regia di David Hugh Jones                                           |
| 2000 | Ben Tibber                                      | A Christmas Carol, film TV (USA), regia di Catherine Morshead                                         |
| 2004 | Jacob Moriarty                                  | A Christmas Carol, film (USA), regia di Arthur Allan Seidelman                                        |
| 2009 | Ryan Ochoa (voce)                               | A Christmas Carol, film d'animazione (USA), regia di Robert Zemeckis                                  |
| 2015 | Devon Murray-Powell                             | A Christmas Carol, film (Canada), regia di Anthony D.P. Mann                                          |